# Tucídides
|  | Per a altres significats, vegeu «Tucídides (desambiguació)». |

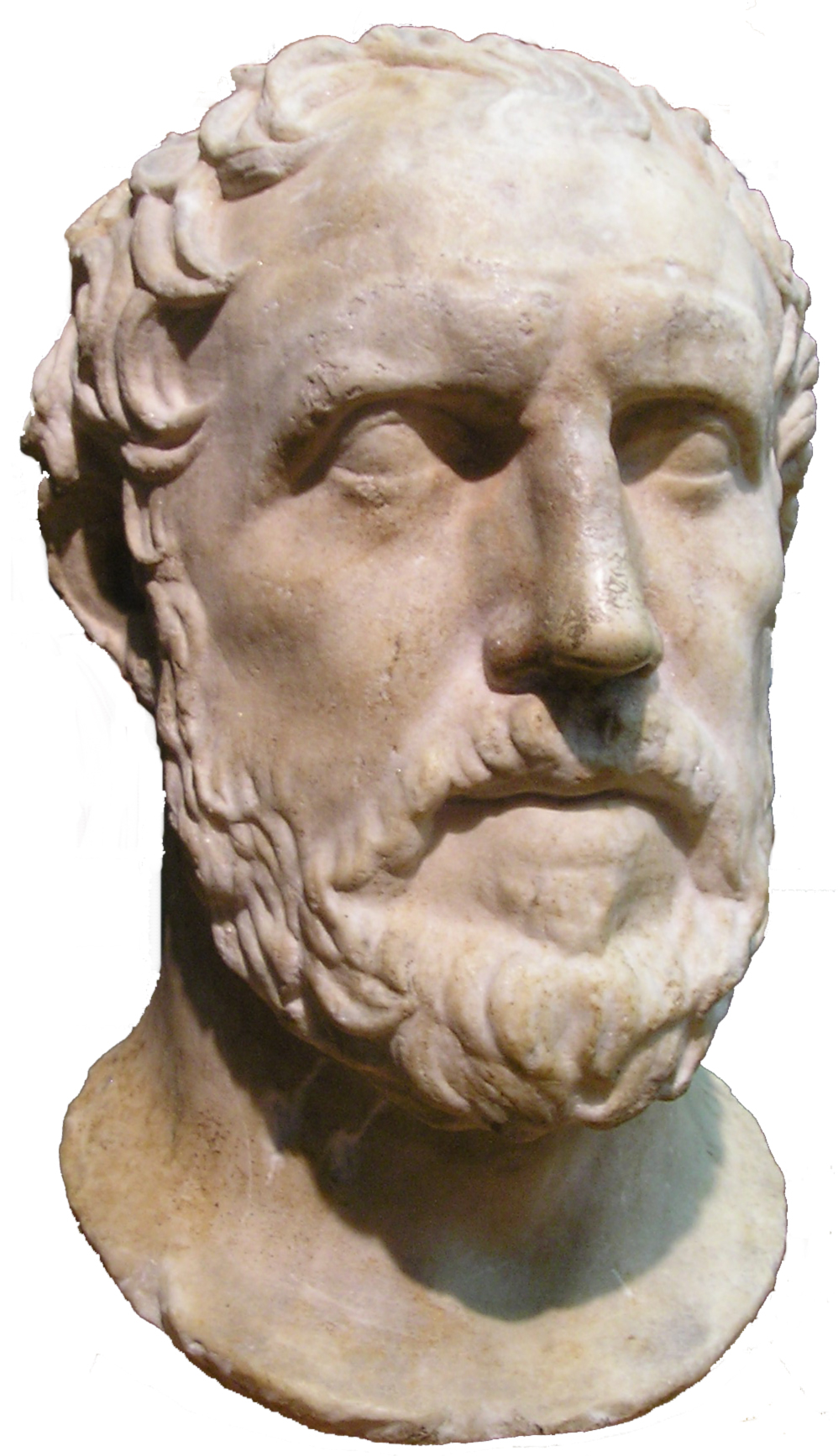
Bust de Tucídides, Museu Reial d'Ontario

Tucídides (en grec antic: Θουκυδίδης; entre 460 i 455 aC – c. 400 aC) va ser un historiador grec i l'autor de la Història de la Guerra del Peloponnès, on explica la guerra que va tenir lloc al segle v aC entre Esparta i Atenes. Es considera el primer treball històric científic, perquè descriu el món humà on hi intervenen els humans de forma senzilla, sense cap intervenció dels déus.

## Biografia
Gairebé tot el que sabem de la vida de Tucídides prové de la seva pròpia Història de la guerra del Peloponnès. Tucídides, nascut a Àlimos, era fill d'una dona anomenada Hegesípila que se suposa que era Hegesípila, filla d'Oloros, rei de Tràcia. Havia estat casada amb el general Milcíades el Jove. Amb Milcíades hauria tingut un fill, Cimó II, i amb un altre home, potser anomenat Oloros, hauria tingut Tucídides, segons Ammià Marcel·lí. El tema és confús, però sens dubte estava emparentat amb les famílies dirigents d'Atenes. Tucídides vivia entre les seves dues cases, a Atenes i a Tràcia. Les seves connexions familiars, sembla també que estava emparentat amb els pisistràtides, el posaven en contacte amb els mateixos homes que estaven participant en el període històric sobre el que escrivia.
Probablement tenia uns vint anys quan començà la guerra del Peloponnès, l'any 431 aC, segons Ammià Marcel·lí, encara que Aulus Gel·li diu que en tenia quaranta. Va contreure la malaltia de la plaga que va assolar Atenes entre els anys 430 i 427 aC, que va provocar la mort de Pèricles l'any 429 aC, junt amb milers de ciutadans, segons explica ell mateix. L'any 424 aC Tucídides va ser nomenat strategos (general) i se li va assignar una esquadra de set vaixells, situats a Tasos, probablement a causa de les seves connexions amb aquella zona. Durant l'hivern de 424 aC-423 aC, el general espartà Bràsidas va atacar Amfípolis, situada a mig dia de navegació a l'oest de Tasos, a la costa tràcia. Eucles, el comandant que Atenes havia destacat a Amfípolis, va demanar ajuda a la flota de Tucídides. Bràsidas, conscient de la presència de Tucídides a Tasos i la seva influència sobre la gent d'Amfípolis i temorós de l'ajuda que arribava per mar, va actuar ràpidament per oferir condicions favorables als amfipolitans per a la seva rendició, que van acceptar. Així, quan Tucídides va arribar, Amfípolis ja era sota control espartà, capturada després de la batalla d'Amfípolis. Aquest retard li va valer l'exili de 20 anys a Escaptèsile (Tràcia), on tenia possessions de mines d'or, fet que li va permetre ser testimoni dels fets esdevinguts entre ambdós bàndols, informant-se de tot amb calma i imparcialitat. Cap a l'any 403 aC va tornar a Atenes. Hi ha acord entre els autors antics que Tucídides va morir de mort violenta, sembla que a Atenes, però no se'n saben els detalls. Ho diuen Claudi Dídim, Ammià Marcel·lí, Plutarc i Pausànias. Plutarc diu que va morir assassinat a Scaptehyle, i que van portar les seves restes a Atenes.

## Obra
La seva obra ha arribat sense títol formada per vuit llibres. Diògenes Laerci diu que Xenofont va escriure el llibre de les Hel·lèniques basant-se en l'obra de Tucídides, i que el final del segon llibre volia ser una continuació de la Història de la Guerra del Peloponnès.
Llibre IEl propòsit és evident: escriure la guerra entre atenesos i peloponnesis, per considerar que havia de ser la més gran i més famosa per damunt de totes les anteriors. Exposició de la causa més veritable. Últims detalls previs a l'esclat del conflicte.
Llibre IITres primers anys de guerra (431 aC-429 aC). «Epitafi» o discurs fúnebre pronunciat per Pèricles, on realment s'enalteix la glòria d'Atenes; en contrapunt, la descripció de la pesta. Els peloponnesis assetgen Platea. Descripció del país dels odrisis i de la Macedònia de Perdicas II.
Llibre IIIAnys 428 aC-426 aC. Sublevació i càstig de Mitilene, Crueltat dels espartans en el setge de Platea. Revolució a Corcira, on es van enfrontar el patit aristocràtic amb el democràtic.
Llibre IVDemòstenes, general atenès, ocupa l'illa d'Esfactèria a Pilos, de gran importància estratègica, i Esparta retira de l'Àtica les seves tropes i proposa la pau. Tucídides destaca la presa d'Amfípolis. Document de l'armistici concertat per un any entre atenesos i lacedemonis.
Llibre VAnys 422 aC-416 aC. La pau de Nícies (421 aC), de la qual es dona el text del tractat. Fi de la Guerra Arquidàmica (nom amb que es coneixien els 10 primers anys de la Guerra del Peloponnès). Atenes i Esparta estableixen una aliança. Treva de 6 anys en la qual no manquen hostilitats. L'any 416 aC expedició atenesa contra l'illa de Melos. Conseqüències de la política imperialista d'Atenes.
Llibre VIAnys 416 aC-414 aC. Expedició i derrota d'Atenes a Sicília. Discrepàncies entre Nícies i Alcibíades. Els atenesos reclamen Alcibíades per por a la tirania. Excurs sobre Harmodi i Aristogíton. Discurs d'Alcibíades a Esparta incitant a la guerra contra Atenes.
Llibre VIIAnys 414 aC-413 aC. Desastre atenès per terra i per mar a Siracusa: els generals moren i els soldats són apressats.
Llibre VIIIAnys 413 aC-411 aC (fi de l'obra). Consternació a Atenes per la derrota a Sicília. Els seus aliats van fent defecció. 411 aC: la democràcia és abolida i s'instaura el Consell dels Quatre-cents. S'aconsegueix una constitució moderada. A Samos, Alcibíades resulta nomenat general per la flota i l'exèrcit atenès. El llibre s'interromp sobtadament.

## Forma
Per la forma en què ens ha arribat l'obra de Tucídides, tots els indicis apunten que l'escrit no tenia títol originalment. L'arquetip del segle ix tenia un títol (Θουκυδίδου ἱστορίων) diferent de l'hiperarquetip (Θουκυδίδου συγγραφή). En època alexandrina l'obra es va titular Θουκυδίδου Ιστορίαι (Història de Tucídides).
És evident que l'escrit està incomplet, per la falta d'homogeneïtat, especialment per la manca de discursos al llibre vuitè i a la major part del cinquè; i la presència de documents històrics sense retocar, en contra del que exigeixen les lleis estilístiques de la historiografia.

## Composició. Qüestió tucididea
Quan estudiem Tucídides no abordem simplement un capítol important de la literatura grega, sinó que ens trobem davant d'un exemple interessantíssim de composició i elaboració literària.
L'historiador va escriure des del principi una guerra que va durar 26 anys, amb la qual cosa podem preguntar-nos si és possible trobar certes modificacions dels seus punts de vista. En aquest context se situa la qüestió tucididea, que enfrontava els qui defensaven una crítica analítica, l'aplicada als poemes homèrics, i els qui defensaven una teoria unitària. Avui ha perdut tota la seva virulència i interès. Tot i així sembla que Tucídides no va arribar a revisar tot el seu treball, segons es veu en el seu final sobtat.
L'opinió comuna entre els filòlegs actuals és la de no admetre capes ni estrats en l'obra de Tucídides. Els estudis lingüístics, l'estilometria, ens ho ensenyen. Molts especialistes admeten que tota l'obra va ser redactada després del 404 aC en la forma en què ens ha arribat.

## Unitat interna
L'escriptor va organitzar tot el seu treball atenent al fet que la Guerra del Peloponnès consistia en dues guerres de 10 anys cadascuna, més una treva al mig de 7 anys, de manera que quan va redactar els fets de la segona tingué en compte els de la primera, i els va comparar contínuament. Les comparacions i contrastos han estat introduïts deliberadament per buscar una autèntica tensió i correspondència entre forma i contingut.
No obstant això, davant l'aparent semblança de contingut, hi ha molts contrastos i ironies. En la composició literària Tucídides utilitza models recurrents i comparacions semblants, però li agrada molt més el contrast, l'antítesi i la contradicció irònica, que es converteixen en trets del seu estil.

## Discursos
Era usual ja des d'Homer introduir discursos directes enmig dels fets, en la idea que existia íntima relació entre paraula i acció. Heròdot havia dotat de contingut històric els discursos i dominava la tècnica de distribuir-los en grups. Tucídides observa que és impossible reproduir exactament les paraules pronunciades pels oradors i manifesta les seves reserves en tal sentit. Coneixia i va aprofitar l'enorme força dramàtica dels discursos, que han de precedir l'acció i preparar els successos següents.
En les seccions en què manquen discursos apareixen documents històrics que fan el mateix paper: preparar i avançar les accions, ajudant a conèixer els motius i les causes. Tucídides caracteritza lingüísticament Nícies i Alcibíades, recorrent a diversos plànols de llengua: lèxic, sintaxi i estil. Davant la pesada oratòria i vacil·lació mental de Nícies, trobem un Alcibíades de paraula fàcil i amb confiança en si mateix. També s'ha dit que quan l'interlocutor és espartà ofereix els trets propis de la parla espartana, breu, lacònica.
El discurs que més atenció desperta és l'«Epitafi», que mostra el vigor i l'energia dels atenesos davant del conflicte bèl·lic, i serveix de contrast violent i dramàtic a la pesta que es va abatre sobre Atenes. L'antinòmia profunda entre els càlculs racionals de Pèricles i el poder de l'atzar es percep de forma paradigmàtica.

## Llengua
Menció especial mereix la llengua de Tucídides, que fa servir paraules, significats, construccions sintàctiques i trets fonètics arcaics o que començaven a ser-ho. No va seguir la normativa del moment respecte a l'evolució de la grafia àtica. En els textos dels tractats pot advertir-se un arcaisme més accentuat que a la resta de l'obra.
En Tucídides apareixen dos codis diferents: l'àtic pur i el nou àtic que donarà lloc a la koiné. Per això Tucídides ofereix certs trets arcaïtzants en fonètica i sintaxi (-σσ-, -ρσ-, preposicions ἐς i ξύν, anàstrofe amb περί, omissió de l'article, construcció nominal) al costat d'elements clarament innovadors, que ja trobem a la koiné (valor consecutiu-final, retrocés del superlatiu en profit del comparatiu, pèrdua progressiva del valor aspectual-resultatiu del perfet, desaparició gradual de l'optatiu, girs preposicionals en lloc de casos...).
En el camp del lèxic Tucídides té nombrosos punts de contacte amb els tractats hipocràtics i és conspicu el seu coneixement i ús del vocabulari jurídic. És molt freqüent trobar vocables com «veritable» (ἀληθής), «cert» (σαφής), «exacte» (άκριβής), «correcte» (ὀρθός). En l'ús dels abstractes en -μα té certa similitud amb Eurípides.
La llengua de Tucídides està caracteritzada per un profund rigor lògic i una enorme riquesa semàntica, trets que la converteixen en un dels més alts cims de la ciència grega, i en model de precisió per a la Historiografia de tots els temps.
Mitjançant oposicions de veus, proverbis i sufixos, i gràcies a determinatius de divers caràcter, aconsegueix una exactitud conceptual rigorosíssima, ampliant o restringint el significat de les paraules. Profunditza en el vocabulari del poder, l'imperi, la conducta humana, el llenguatge tècnic, militar i polític.

## Mètode historiogràfic
Tucídides ens ofereix les línies essencials del seu mètode. Es proposa la recerca de la veritat (ζήτησις της ἀληθείας) i critica qui accepta la tradició oral sense comprovació. Persegueix l'exactitud (ἀκρίβεια) amb insistència. Dona importància a l'observació directa dels fets, però puntualitza dient que és necessari l'examen escrupolós de tot, tant de les informacions com del propi criteri. Desitja que la seva història sigui útil per als que busquen la veritat sobre el que ha succeït i succeirà d'acord amb l'ésser humà. Té consciència que està escrivint una possessió eterna, per sempre (κτημα ἐς αἰεί).
Tucídides desitja escriure la veritat de manera senzilla i imparcial; li interessa el passat en els seus diversos aspectes tècnics, econòmics i culturals, que han servit per crear un poder que consisteix en la formació d'enorme capital i riquesa econòmica sostinguts per un ferri imperi marítim.
Aspira a la creació de lleis universals, en la convicció que la naturalesa humana és la mateixa a tot arreu. Aquesta idea, bàsica entre els metges hipocràtics, li permet comparar contínuament el passat amb el present.
Tucídides recorre a un mètode nou en aquell moment, i de moda entre els sofistes: el versemblant (τό εἰκός). En les disputes judicials recorre al mètode de la versemblança de manera que el lector pot reconèixer la veritat interna, enfosquida en els successos i manifestacions dels personatges.

## Tucídides i el pensament científic
Les explicacions de Tucídides eren quasi sempre racionalistes, escèptiques, mai supersticioses, religioses ni filosòfiques. Hi havia una relació directa de Tucídides amb els [[Hipòcrates|metges del segle v aC]]: ell descrivia les malalties del cos polític de la mateixa manera que Hipòcrates estudia les afeccions físiques. Tucídides comparteix amb els hipocràtics i amb Demòcrit un interès extrem per la noció de «causa» (αἰτία), per la investigació etiològica. Distingeix entre 'causa general' (αἰτία) i 'pretext' (πρόφασις). Diferencia causes immediates i remotes. Estableix pronòstic, pren com a indici tot succés explicat amb suficient seguretat i el converteix en prova.

## Estil
Tucídides és autor d'estil difícil. El lector ha de fer veritables esforços per entendre'l. Ell afirma escriure per a persones formades i interessades; no pretén proporcionar un momentani plaer acústic. Ja els seus contemporanis es van veure amb dificultats per captar tot el contingut de la seva obra.
Trobem en ell gran nombre de vocables antics i poètics; gran llibertat en la distribució sintàctica, apta i dúctil per expressar ràpidament el significat; inclinació per la construcció nominal; nombroses concordances ad sensum; rudes connexions entre frases; gust per la variació morfològica, sintàctica i lèxica; propensió a l'antítesi. La construcció antitètica apareix en normes jurídiques arcaiques i és pròpia de l'ètica popular i de la religió.
L'estil de Tucídides alterna l'equilibri amb la varietat. No pretén divertir ni sorprendre, només vol ser útil. Oculta els paral·lelismes antitètics en la seva forma lingüística, de manera que analogies formals solen albergar profundes diferències semàntiques i viceversa. És una manera de buscar la claredat conceptual. El nou, el bell, el difícil de la variació formal tucididea és la diferència entre conceptes, manera apropiada de matisar el pensament.

## Tucídides i Heròdot
La diferència entre Heròdot i Tucídides no és tan gran com alguns postulaven. S'han vist que també són autèntics gairebé tots els documents aportats pel primer a propòsit d'Egipte i els seus monuments, i amb relació a la invasió d'Grècia duta a terme per Xerxes.
Si Heròdot s'encarrega d'escriure un conflicte bèl·lic ocorregut poc abans entre pobles culturalment i geogràficament distints, Tucídides dona un pas decisiu en concentrar tota la seva atenció en un esdeveniment rigorosament contemporani. L'un es mou en un terreny èpic i religiós, li agraden els llargs discursos i les informacions obtingudes per via oral; l'altre s'até a la naturalesa humana, és aliè a tota especulació religiosa i prescindeix generalment de tot allò que no és absolutament segur.
Tucídides es concentra en la història política, conscient de l'enorme magnitud de la guerra entaulada entre Atenes i Esparta. Es consagra a l'estudi de les causes i efectes de la confrontació, guiat per l'esperit científic d'alta racionalitat que veiem reflectit en la medicina hipocràtica, en la sofística i en el pensament de Demòcrit.

## Influència
En època hel·lenística va ser llegit en cercles intel·lectuals; Xenofont i Teopomp són continuadors cronològics de Tucídides; les seves idees apareixen a Aristòtil; llegit per Posidoni i Polibi; a Roma hi va haver gran interès pel seu estil (Lucreci, Corneli Nepot, Virgili i Sal·lusti). Hi ha ressons en Ciceró i especialment en Tàcit, i també en Pau de Tars, Flavi Josep, Ammià Marcel·lí, i va ser molt apreciat a les escoles de retòrica. A l'època imperial apareixen comentaris a la seva obra; estudiat també a l'edat mitjana i traduït al llatí per Lorenzo Valla; els seus pensaments apareixen a Maquiavel.
En època moderna va ser molt valorat per filòsofs com Thomas Hobbes i John Stuart Mill, així com per historiadors com Thomas Macaulay i Leopold von Ranke.

## Traduccions catalanes
- Història de la guerra del Peloponès. Volum I, (134 pàgines dobles). Traducció grec/català de Jaume Berenguer Amenós. Col·lecció Fundació Bernat Metge, any 1953.
- Història de la guerra del Peloponès. Volum II, (79 pàgines dobles). Traducció grec/català de Jaume Berenguer Amenós. Col·lecció Fundació Bernat Metge, any 1954.
- Història de la guerra del Peloponès. Volum III, (79 pàgines dobles). Traducció grec/català de Jaume Berenguer Amenós. Col·lecció Fundació Bernat Metge, any 1955.
- Història de la guerra del Peloponès. Volum IV, (93 pàgines dobles). Traducció grec/català de Jaume Berenguer Amenós. Col·lecció Fundació Bernat Metge, any 1958.
- Història de la guerra del Peloponès. Volum V, (73 pàgines dobles). Traducció grec/català de Jaume Berenguer Amenós. Col·lecció Fundació Bernat Metge, any 1970.
- Història de la guerra del Peloponès. Volum VI, (92 pàgines dobles). Traducció grec/català de Manuel Balasch. Col·lecció Fundació Bernat Metge, any 1978.
- Història de la guerra del Peloponès. Volum VII, (89 pàgines dobles). Traducció grec/català de Manuel Balasch. Col·lecció Fundació Bernat Metge, any 1980.
- Història de la guerra del Peloponès. Volum VIII, (94 pàgines dobles). Traducció grec/català de Manuel Balasch. Col·lecció Fundació Bernat Metge, any 1982.